# Иллирийский сельский совет
Иллирийский сельский совет (укр. Іллірійська сільська рада) — входит в состав
Лутугинского района
Луганской области
Украины.

## Населённые пункты совета
- с. Великая Мартыновка
- с. Захидное
- с. Иллирия
- с. Малая Мартыновка
- с. Малая Юрьевка
- с. Ушаковка
- пос. Ясное

## Адрес сельсовета
92018, Луганская обл., Лутугинский р-н, с. Иллирия, ул. Советская, 15; тел. 23-2-48